# Telingana paria
Telingana paria är en insektsart som beskrevs av Leon Fairmaire. Telingana paria ingår i släktet Telingana och familjen hornstritar. Inga underarter finns listade i Catalogue of Life.